# Ustrzyki Dolne (stacja kolejowa)
Ustrzyki Dolne – stacja kolejowa w Ustrzykach Dolnych, w województwie podkarpackim, w Polsce. Z powodu wyłączenia z eksploatacji linii kolejowej 108 na odcinku Uherce – Krościenko pociągi nie obsługiwały stacji w latach 2010–2022.

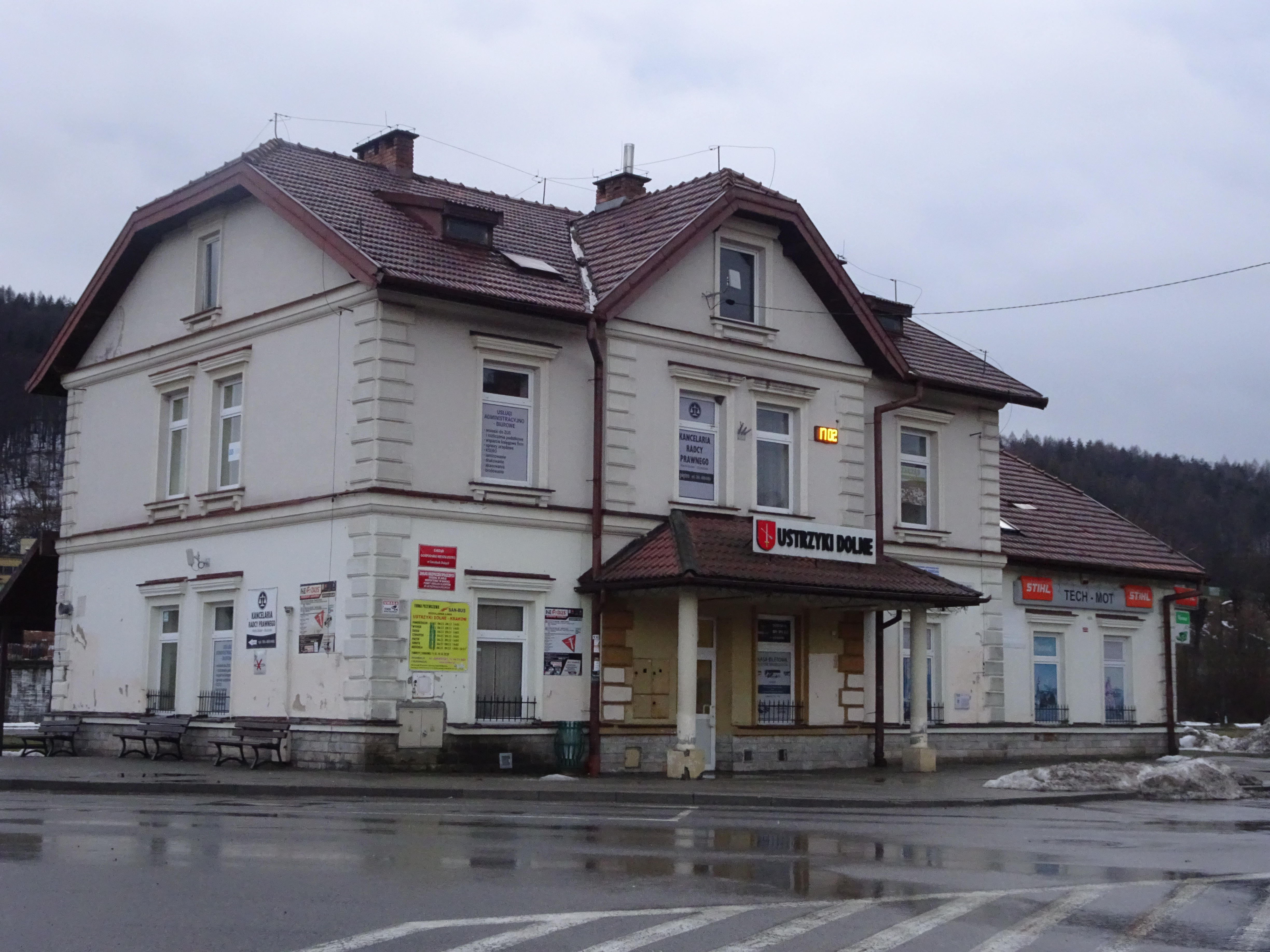
Budynek dworca od strony miasta.

Dzięki inicjatywie samorządu województwa podkarpackiego 12 czerwca 2022 roku przywrócono połączenia pasażerskie Sanok – Ustrzyki Dolne obsługiwane przez przewoźnika Polregio. 16 lipca przewoźnik SKPL uruchomił podobne połączenie Ustrzyk Dolnych do Sanoka z większą ilością par.

## Historia
Stację wraz z linią kolejową z Krościenka (a dalej z Przemyśla przez Chyrów) uruchomiono 3 września 1872 roku. 12 listopada tego samego roku linię przedłużono do Nowego Zagórza. Do 1936 roku stacja nosiła nazwę Ustrzyki. W latach 1945–1951 stacja znajdowała się na terenie ZSRR.

## Ruch pasażerski
| Rok  | Wymiana pasażerska na dobę |
| ---- | -------------------------- |
| 2017 | –                          |
| 2022 | 0-9                        |